# Кубок Данії з футболу 1995—1996
Кубок Данії з футболу 1995–1996 — 42-й розіграш кубкового футбольного турніру в Данії. Титул вдев'яте здобув Орхус.

## Календар
| Раунд           | Дата                             | Матчі | Клуби   |
| --------------- | -------------------------------- | ----- | ------- |
| Перший раунд    |                                  | 24    | 84 → 60 |
| Другий раунд    |                                  | 20    | 64 → 44 |
| Третій раунд    |                                  | 16    | 44 → 28 |
| Четвертий раунд |                                  | 12    | 28 → 16 |
| 1/8 фіналу      | 25 жовтня - 8 листопада 1995     | 8     | 16 → 8  |
| 1/4 фіналу      | 8 листопада 1995 - 6 квітня 1996 | 4     | 8 → 4   |
| 1/2 фіналу      | 11 квітня/1 травня 1996          | 4     | 4 → 2   |
| Фінал           | 16 травня 1996                   | 1     | 2 → 1   |

## 1/8 фіналу
| Команда 1            | Рахунок      | Команда 2        |
| -------------------- | ------------ | ---------------- |
| 25 жовтня 1995       |              |                  |
| Болдклуббен 1913 (3) | 1:4          | Герфельге        |
| Брондбю              | 2:1          | Академіск БК (2) |
| Есб'єрг (2)          | 5:0          | Кеге (2)         |
| Копенгаген           | 0:2          | Орхус            |
| Сількеборг           | 4:2          | Люнгбю           |
| Віборг               | 2:1          | Сківе ІК (3)     |
| Естюкке (2)          | 2:2 пен. 3:4 | Оденсе           |
| 8 листопада 1995     |              |                  |
| Ольборг              | 4:0          | Вайле            |

## 1/4 фіналу
| Команда 1        | Рахунок      | Команда 2 |
| ---------------- | ------------ | --------- |
| 8 листопада 1995 |              |           |
| Есб'єрг (2)      | 2:3          | Герфельге |
| Віборг           | 2:2 пен. 2:4 | Оденсе    |
| 10 березня 1996  |              |           |
| Сількеборг       | 1:2          | Орхус     |
| 6 квітня 1996    |              |           |
| Ольборг          | 1:4          | Брондбю   |

## 1/2 фіналу
| Команда 1               | Заг.    | Команда 2 | 1-й матч | 2-й матч |
| ----------------------- | ------- | --------- | -------- | -------- |
| 11 квітня/1 травня 1996 |         |           |          |          |
| Брондбю                 | 2:1     | Оденсе    | 1:0      | 1:1      |
| Герфельге               | 3:3 (ч) | Орхус     | 2:2      | 1:1      |

## Фінал
| 16 травня 1996 |

| Орхус                 | 2:0      | Брондбю |
| --------------------- | -------- | ------- |
| Дегн 32' Тьофтінг 45' | Протокол |         |

| Паркен, Копенгаген Глядачів: 36 103 Арбітр: Йорн Вест Ларсен |